# 1991 في روسيا
فيما يلي قوائم الأحداث التي وقعت خلال عام 1991 في روسيا.

## سياسة

### تعيين في المنصب
- 17 أبريل – سيرغي شويغو وزير الطوارئ [الإنجليزية]‏.
- 10 يوليو – بوريس يلتسن رئيس روسيا،رئيس وزراء روسيا.
- 30 نوفمبر – بوريس نيمتسوف Governor of Nizhny Novgorod Oblast [الإنجليزية]‏.
- 25 ديسمبر – نيكولاي أفاناسفسكي سفير روسيا الاتحادية في بلجيكا.

### انتهاء فترة المنصب
- 10 يوليو – بوريس يلتسن رئيس مجلس السوفيت الأعلى للاتحاد الروسي  [لغات أخرى]‏.

## مواليد

### يناير
- 2 يناير – سيرجي بتروف لاعب كرة قدم روسي.
- 15 يناير – داريا كليشينا منافِسة أوليمبية روسية.

### فبراير
- 20 فبراير – فاليريا سافينيخ لاعبة كرة مضرب روسية.
- 22 فبراير – أندريه كوزنيتسوف لاعب كرة مضرب روسي.

### مارس
- 7 مارس – يكاترينا إليينا لاعبة كرة يد روسية.
- 19 مارس – ألكساندر كوكورين لاعب كرة قدم روسي.
- 21 مارس – ديمتري كورشاكوف لاعب كرة سلة روسي.
- 22 مارس – مارتا سيروتكينا لاعبة كرة مضرب روسية.
- 25 مارس – دينا غاريبوفا مغنية روسية.

### أبريل
- 27 أبريل – جورجي شينيكوف لاعب كرة قدم روسي.

### مايو
- 27 مايو – إيغور سوروكا لاعب كرة يد روسي.
- 27 مايو – كسينيا بيرفاك لاعبة كرة مضرب روسية.

### يونيو
- 28 يونيو – انجليكا سيدوروفا
- 29 يونيو – سيرجي كودينوف لاعب كرة يد روسي.

### يوليو
- 3 يوليو – أنستازيا بافليوتشينكوفا لاعبة كرة مضرب روسية.
- 12 يوليو – دميتري بولوز لاعب كرة قدم روسي.
- 14 يوليو – ماكسيم كانونيكوف لاعب كرة قدم روسي.

### أغسطس
- 14 أغسطس – ناتاليا غانتيموروفا
- 28 أغسطس – فيتالي كوموجوروف لاعب كرة يد روسي.

### سبتمبر
- 1 سبتمبر – ايرينا أنتونينكو
- 12 سبتمبر – رسلان قربانوف لاعب كرة قدم أذربيجاني.
- 19 سبتمبر – بافل أنتيبوف لاعب كرة سلة روسي.

### أكتوبر
- 4 أكتوبر – روستام أوريخوف لاعب جودو أذربيجاني.

### نوفمبر
- 17 نوفمبر – إيليا مودروف رياضي روسي.

### أغسطس
- 4 أغسطس – يافجني دراغونوف (مواليد 1920)
- 22 أغسطس – بوريس بوغو (مواليد 1937)

### أكتوبر
- 17 أكتوبر – جورج فون راوخ (مواليد 1904) مؤرخ ألماني.

### ديسمبر
- 9 ديسمبر – أولغا بونداريفا (مواليد 1937) رياضياتية روسية.
- 15 ديسمبر – فاسيلي زايتسيف (مواليد 1915)